# Monte Carlo Masters 2021 - Qualificazioni singolare
Le qualificazioni del singolare maschile del Monte Carlo Masters 2021 sono un torneo di tennis preliminare per accedere alla fase finale della manifestazione. I vincitori dell'ultimo turno sono entrati di diritto nel tabellone principale. In caso di ritiro di uno o più giocatori aventi diritto a queste sono subentrati i lucky loser, ossia i giocatori che hanno perso nell'ultimo turno ma che avevano una classifica più alta rispetto agli altri partecipanti che avevano comunque perso nel turno finale.

## Teste di serie
1. Dominik Koepfer (qualificato)
2. Stefano Travaglia (qualificato)
3. Jiří Veselý (primo turno)
4. Pierre-Hugues Herbert (primo turno)
5. Corentin Moutet (primo turno)
6. Thiago Monteiro (primo turno)
7. Jahor Herasimaŭ (primo turno)

1. Alexei Popyrin (qualificato)
2. Federico Delbonis (qualificato)
3. Federico Coria (primo turno)
4. Salvatore Caruso (qualificato)
5. Gianluca Mager (primo turno)
6. Marco Cecchinato (qualificato)
7. Juan Ignacio Londero (secondo turno)

## Qualificati
1. Dominik Koepfer
2. Stefano Travaglia
3. Alexei Popyrin
4. Salvatore Caruso
5. Federico Delbonis
6. Thomas Fabbiano
7. Marco Cecchinato

## Tabellone

### Legenda
| - Q = Qualificato - WC = Wild card - LL = Lucky loser | - ALT = Alternate - SE = Special Exempt - PR = Protected Ranking | - w/o = Walkover - r = Ritirato - d = Squalificato |

### Sezione 1
|  | Primo turno | Primo turno             | Primo turno             | Primo turno | Primo turno |  |  | Ultimo turno | Ultimo turno         | Ultimo turno         | Ultimo turno | Ultimo turno |  |
|  |             |                         |                         |             |             |  |  |              |                      |                      |              |              |  |
|  | 1           | Dominik Koepfer         | Dominik Koepfer         | 6           | 6           |  |  |              |                      |                      |              |              |  |
|  |             | Bernabé Zapata Miralles | Bernabé Zapata Miralles | 3           | 4           |  |  | 1            | Dominik Koepfer      | Dominik Koepfer      | 6            | 6            |  |
|  | WC          | Miša Zverev             | Miša Zverev             | 4           | 1           |  |  | 14           | Juan Ignacio Londero | Juan Ignacio Londero | 1            | 3            |  |
|  | 14          | Juan Ignacio Londero    | Juan Ignacio Londero    | 6           | 6           |  |  |              |                      |                      |              |              |  |

### Sezione 2
|  | Primo turno | Primo turno       | Primo turno       | Primo turno | Primo turno |  |  | Ultimo turno | Ultimo turno      | Ultimo turno | Ultimo turno | Ultimo turno |  |
|  |             |                   |                   |             |             |  |  |              |                   |              |              |              |  |
|  | 2           | Stefano Travaglia | Stefano Travaglia | 6           | 6           |  |  |              |                   |              |              |              |  |
|  |             | Sumit Nagal       | Sumit Nagal       | 3           | 0           |  |  | 2            | Stefano Travaglia | 6            | 3            | 6            |  |
|  |             | Kamil Majchrzak   | Kamil Majchrzak   | 6           | 6           |  |  |              | Kamil Majchrzak   | 4            | 6            | 2            |  |
|  | 12          | Gianluca Mager    | Gianluca Mager    | 3           | 3           |  |  |              |                   |              |              |              |  |

### Sezione 3
|  | Primo turno | Primo turno      | Primo turno      | Primo turno | Primo turno |  |  | Ultimo turno | Ultimo turno     | Ultimo turno | Ultimo turno | Ultimo turno |  |
|  |             |                  |                  |             |             |  |  |              |                  |              |              |              |  |
|  | 3           | Jiří Veselý      | Jiří Veselý      | 5           | 3           |  |  |              |                  |              |              |              |  |
|  |             | Yannick Hanfmann | Yannick Hanfmann | 7           | 6           |  |  |              | Yannick Hanfmann | 6            | 5            | 4            |  |
|  | WC          | Romain Arneodo   | Romain Arneodo   | 2           | 4           |  |  | 8            | Alexei Popyrin   | 3            | 7            | 6            |  |
|  | 8           | Alexei Popyrin   | Alexei Popyrin   | 6           | 6           |  |  |              |                  |              |              |              |  |

### Sezione 4
|  | Primo turno | Primo turno           | Primo turno           | Primo turno | Primo turno |  |  | Ultimo turno | Ultimo turno     | Ultimo turno     | Ultimo turno | Ultimo turno |  |
|  |             |                       |                       |             |             |  |  |              |                  |                  |              |              |  |
|  | 4           | Pierre-Hugues Herbert | Pierre-Hugues Herbert | 3           | 5           |  |  |              |                  |                  |              |              |  |
|  | WC          | Bernard Tomić         | Bernard Tomić         | 6           | 7           |  |  | WC           | Bernard Tomić    | Bernard Tomić    | 62           | 0            |  |
|  |             | Martin Kližan         | Martin Kližan         | 3           | 4           |  |  | 11           | Salvatore Caruso | Salvatore Caruso | 7            | 6            |  |
|  | 11          | Salvatore Caruso      | Salvatore Caruso      | 6           | 6           |  |  |              |                  |                  |              |              |  |

### Sezione 5
|  | Primo turno | Primo turno       | Primo turno       | Primo turno | Primo turno |  |  | Ultimo turno | Ultimo turno      | Ultimo turno | Ultimo turno | Ultimo turno |  |
|  |             |                   |                   |             |             |  |  |              |                   |              |              |              |  |
|  | 5           | Corentin Moutet   | 5                 | 6           | 0           |  |  |              |                   |              |              |              |  |
|  |             | Pedro Martínez    | 7                 | 3           | 6           |  |  |              | Pedro Martínez    | 6            | 3            | 4            |  |
|  | WC          | Roberto Marcora   | Roberto Marcora   | 2           | 5           |  |  | 9            | Federico Delbonis | 3            | 6            | 6            |  |
|  | 9           | Federico Delbonis | Federico Delbonis | 6           | 7           |  |  |              |                   |              |              |              |  |

### Sezione 6
|  | Primo turno | Primo turno     | Primo turno     | Primo turno | Primo turno |  |  | Ultimo turno | Ultimo turno    | Ultimo turno    | Ultimo turno | Ultimo turno |  |
|  |             |                 |                 |             |             |  |  |              |                 |                 |              |              |  |
|  | 6           | Thiago Monteiro | Thiago Monteiro | 5           | 2           |  |  |              |                 |                 |              |              |  |
|  |             | João Sousa      | João Sousa      | 7           | 6           |  |  |              | João Sousa      | João Sousa      | 5            | 4            |  |
|  | Alt         | Thomas Fabbiano | 7               | 5           | 7           |  |  | Alt          | Thomas Fabbiano | Thomas Fabbiano | 7            | 6            |  |
|  | 10          | Federico Coria  | 63              | 7           | 63          |  |  |              |                 |                 |              |              |  |

### Sezione 7
|  | Primo turno | Primo turno        | Primo turno | Primo turno | Primo turno |  |  | Ultimo turno | Ultimo turno     | Ultimo turno     | Ultimo turno | Ultimo turno |  |
|  |             |                    |             |             |             |  |  |              |                  |                  |              |              |  |
|  | 7           | Jahor Herasimaŭ    | 6           | 1           | 3           |  |  |              |                  |                  |              |              |  |
|  |             | Henri Laaksonen    | 2           | 6           | 6           |  |  |              | Henri Laaksonen  | Henri Laaksonen  | 1            | 3            |  |
|  |             | Marc-Andrea Hüsler | 7           | 65          | 3           |  |  | 13           | Marco Cecchinato | Marco Cecchinato | 6            | 6            |  |
|  | 13          | Marco Cecchinato   | 65          | 7           | 6           |  |  |              |                  |                  |              |              |  |